# Adżmal Nakszbandi
Adżmal Nakszbandi (zm. 7 kwietnia 2007) – afgański dziennikarz i tłumacz.
Został uprowadzony 6 marca 2007, w prowincji Helmand, wraz z włoskim dziennikarzem Danielem Mastrogiacomo pracującym dla dziennika „La Repubblica”. Porwania dokonali talibowie pod wodzą mułły Dadullaha. Żądali od władz Afganistanu zwolnienia swoich ludzi z więzień w zamian za zakładników. Po zwolnieniu pierwszej grupy i uwolnieniu Włocha 19 marca 2007, prezydent Afganistanu, Hamid Karzaj, odmówił spełnienia dalszych postulatów porywaczy. Nakszbandi został stracony przez talibów w sobotę 7 kwietnia po południu, po upływie ostatecznego ultimatum postawionego przez ludzi Dadullaha. 